# 에스타디오 메트로폴리타노
에스타디오 메트로폴리타노(스페인어: Estadio Metropolitano)는 스페인 마드리드에 위치한 경기장이다. 2017-18 시즌부터 에스타디오 비센테 칼데론을 대체한 아틀레티코 마드리드의 홈 구장으로 사용되고 있다.

## 이름
경기장의 모습이 스페인의 전통적인 빗 모양과 비슷하기 때문에 스페인어로 '빗'이라는 뜻을 가진 에스타디오 데 라 페이네타(Estadio de La Peineta)라는 별칭으로 부르기도 한다. 과거에는 에스타디오 데 라 코무니다드 데 마드리드(Estadio de la Comunidad de Madrid, 마드리드 공동체 경기장), 에스타디오 올림피코 데 마드리드(Estadio Olímpico de Madrid, 마드리드 올림픽 경기장)라는 이름을 사용했다.
'메트로폴리타노'(Metropolitano)라는 이름은 1923년부터 1966년까지 아틀레티코 마드리드의 홈 구장으로 사용된 경기장인 에스타디오 메트로폴리타노 데 마드리드(Estadio Metropolitano de Madrid)를 계승하기 위한 차원에서 붙여진 이름으로 경기장 스폰서에 관한 유럽 축구 연맹(UEFA)의 규정에 따라 UEFA 주관대회에서는 에스타디오 메트로폴리타노(Estadio Metropolitano)라는 이름을 사용한다.
2016년부터 2022년까지는 완다 메트로폴리타노(Wanda Metropolitano)라는 이름을 사용했는데 이는 2016년 12월 9일에 중국의 기업 완다 그룹이 경기장 스폰서 계약을 체결하면서 붙여진 이름이다. 완다와의 명명권 계약이 끝난 후 부동산 회사인 시비타스 파센시스와 파트너십을 맺으며 시비타스 메트로폴리타노(Cívitas Metropolitano)로 변경하였다.
2024년 10월 9일, 사우디아라비아의 국영 항공사인 리야드 항공과 9년 간의 명명권 계약을 맺으며 구장 이름을 리야드 에어 메트로폴리타노(Riyadh Air Metropolitano)로 부르고 있다.

## 역사
1990년부터 1993년까지 경기장 공사가 진행되었으며 스페인의 건축가인 안토니오 크루스(Antonio Cruz), 안토니오 오르티스(Antonio Ortiz)가 경기장 설계를 맡았다. 1994년 9월 6일에 개장하던 당시에 라 페이네타는 20,000명을 수용할 수 있는 규모를 갖고 있었다. 1990년대 초반에 마드리드 지방 체육 당국은 라 페이네타를 1997년 세계 육상 선수권 대회 경기장으로 사용할 계획을 세웠지만 스페인 마드리드가 대회 유치 과정에서 그리스 아테네에 패배하면서 좌절되었다.
2002년에는 스페인 마드리드에서 개최된 IAAF 콘티넨털컵 경기장으로 사용되었을 정도로 육상 경기장으로 사용되기도 했지만 2004년에 폐장했다. 마드리드가 2012년 하계 올림픽, 2016년 하계 올림픽, 2020년 하계 올림픽 유치에 나서던 동안에는 하계 올림픽 개막식장, 폐막식장, 육상 경기장으로 사용할 계획을 갖고 있었지만 마드리드가 하계 올림픽 유치 과정에서 모두 패배하면서 무산되었다.
아틀레티코 마드리드는 2013년 9월 11일에 라 페이네타를 새로운 홈 구장으로 사용한다고 발표했으며 2016년 12월 9일에는 경기장 이름을 '완다 메트로폴리타노'로 명명한다고 밝혔다. 2017년 9월 16일 아틀레티코 마드리드는 완다 메트로폴리타노에서 말라가와의 2017-18 라리가 시즌의 첫 번째 홈 경기를 치렀다. 아틀레티코 마드리드는 이 경기에서 앙투안 그리즈만의 결승골에 힘입어 1-0으로 승리했다. UEFA는 2017년 9월 20일에 2018-19년 UEFA 챔피언스리그 결승전 경기를 이 곳에서 치른다고 결정했다.

## 구조
새 경기장은 67,703명을 수용할 수 있는 규모를 갖고 있으며 경기장 전체가 지붕에 덮여 있다. 경기장 안에는 귀빈 7,000명을 수용할 수 있는 좌석이 설치되어 있는데 79개의 귀빈 전용 좌석은 '넵투노 프레미움'(Neptuno Premium)이라고 부르기도 한다. 경기장 안쪽과 바깥쪽에는 자동차 4,000대를 수용할 수 있는 주차장이 설치되어 있는데 경기장 안쪽에 있는 주차장은 자동차 1,000대, 경기장 바깥쪽에 있는 주차장은 3,000대를 수용할 수 있다.

## 교통
경기장 입구 인근에는 스페인의 수도인 마드리드 외곽 지역을 순환하는 스페인 고속도로 M-40호선이 지나간다. 마드리드 지하철 7호선 에스타디오 메트로폴리타노 역(Estadio Metropolitano)을 통해 접근할 수 있다.

## 갤러리

## 사진

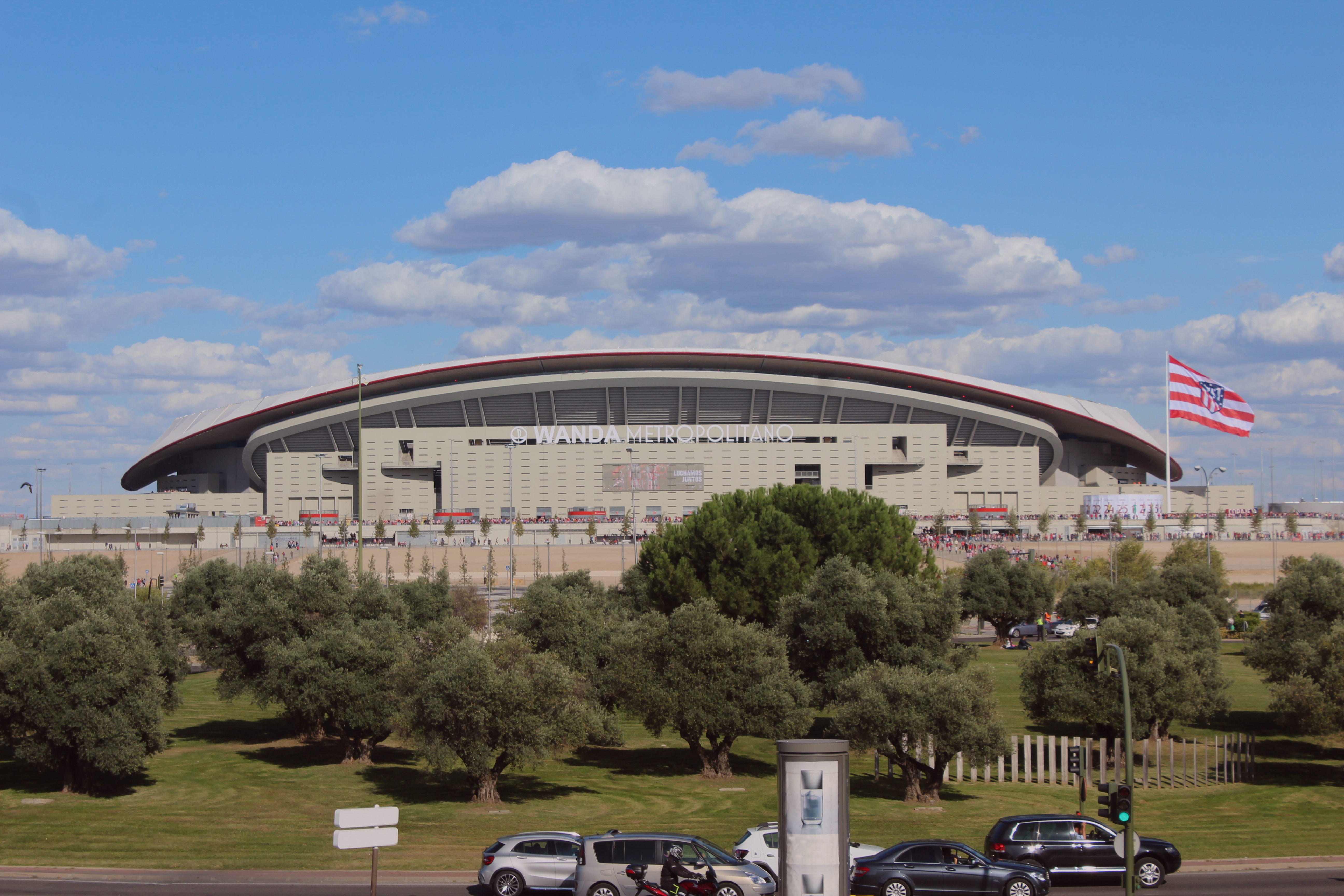
경기장 외부 모습
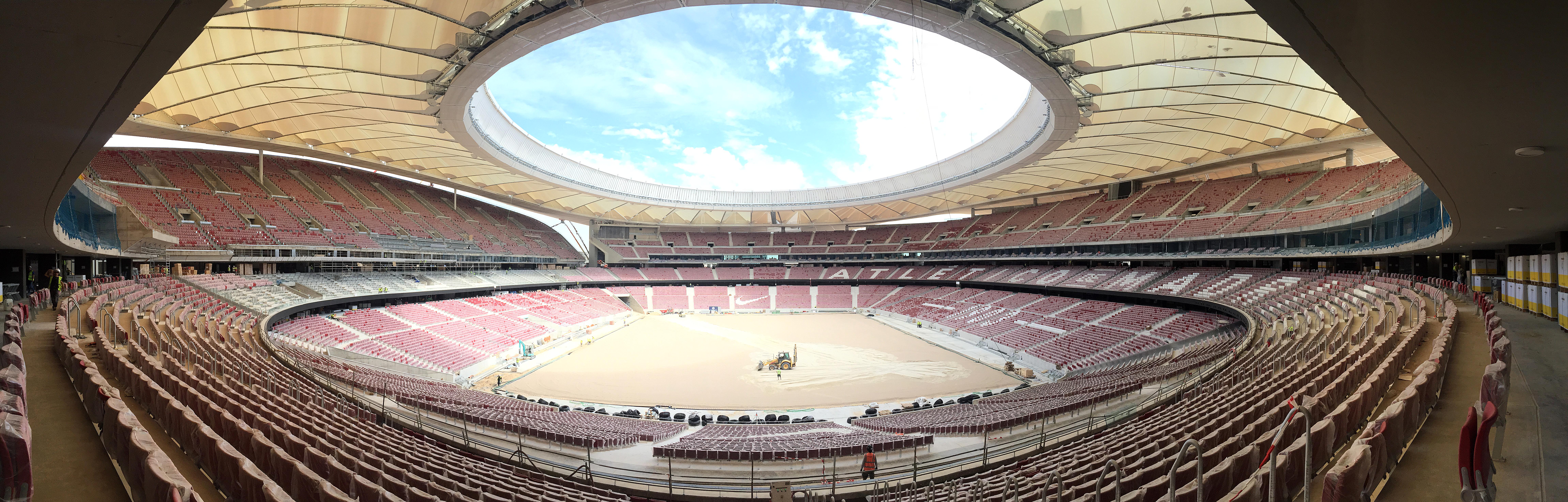
경기장 내부 모습
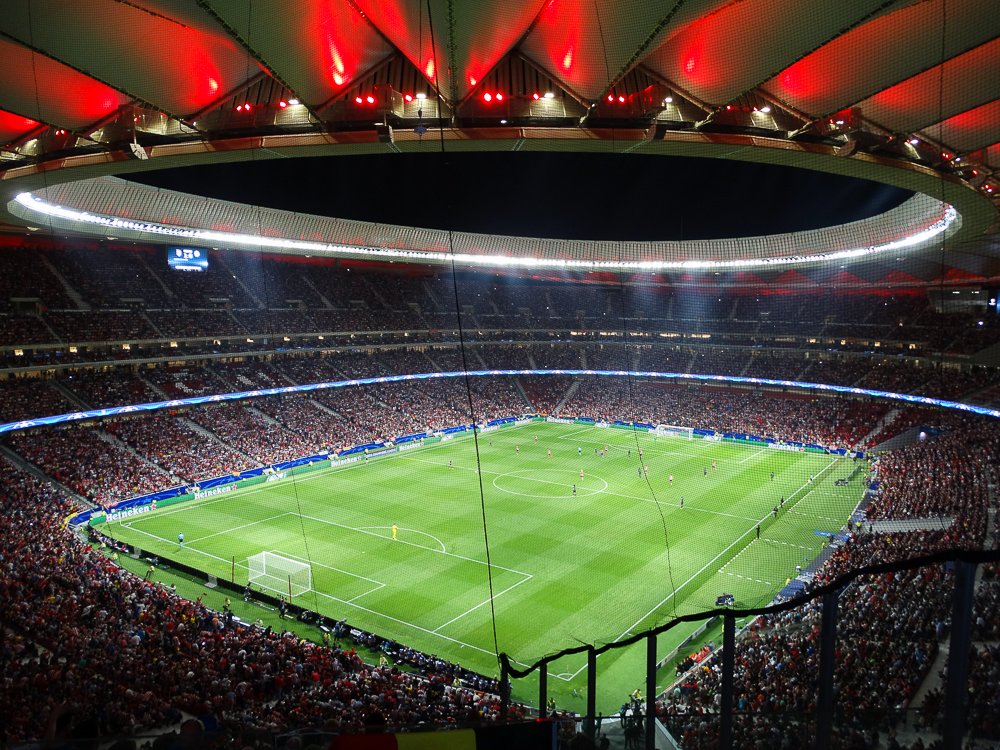
2017년 9월 27일 경기장에서 열린 아틀레티코의 첫 유럽 경기
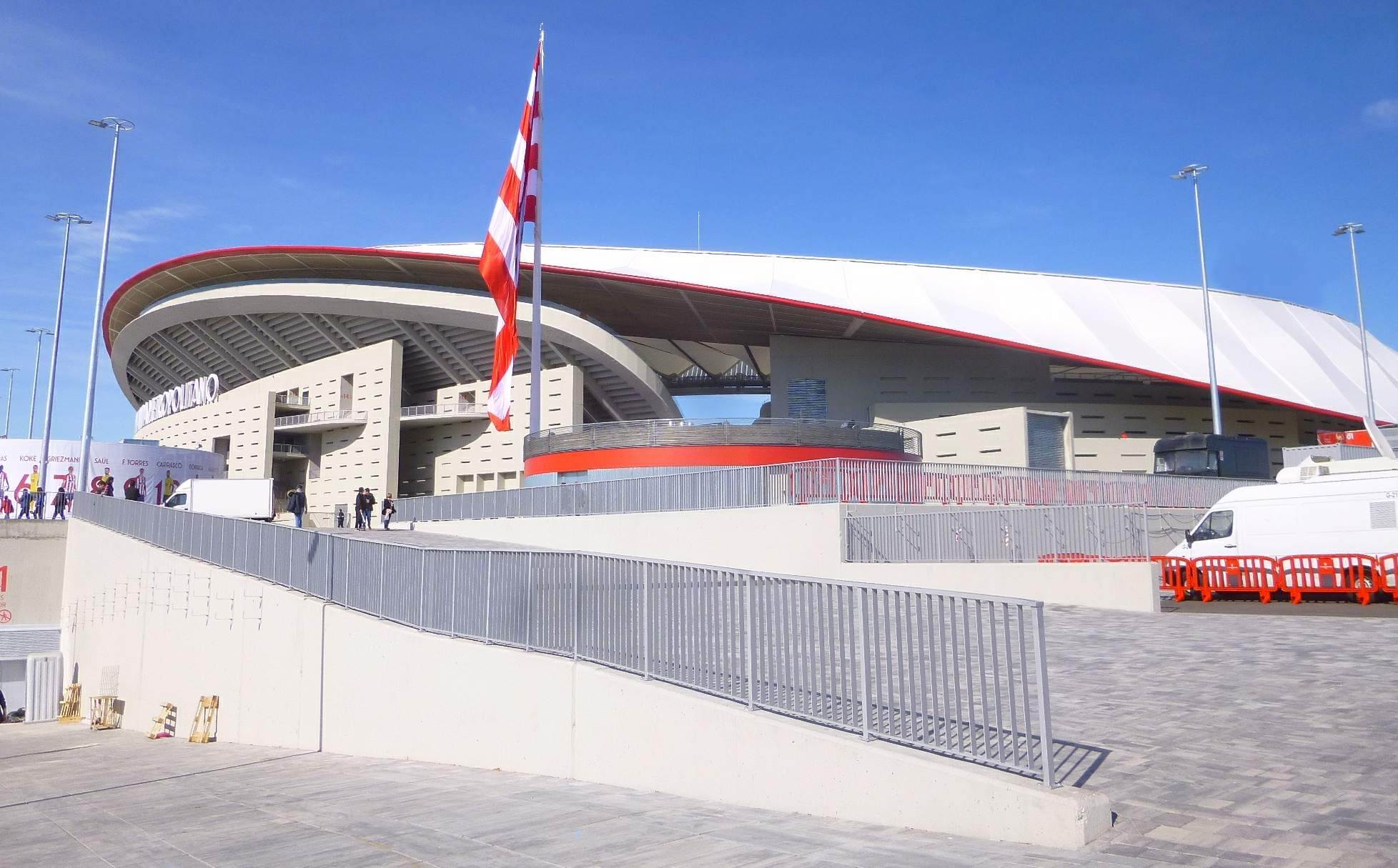
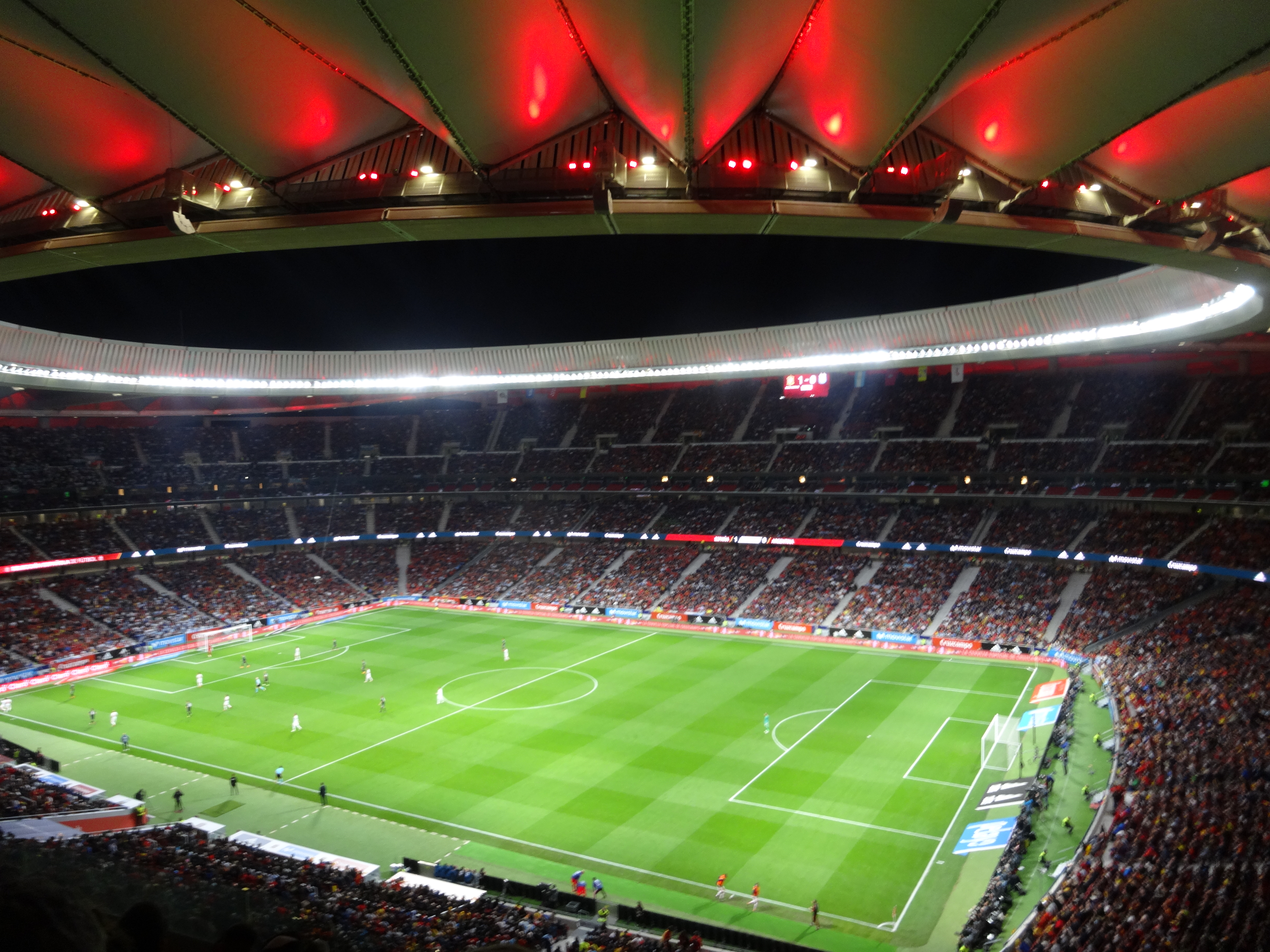
스페인-아르헨티나 친선 경기 중 시비타스 메트로폴리타노 스타디움.
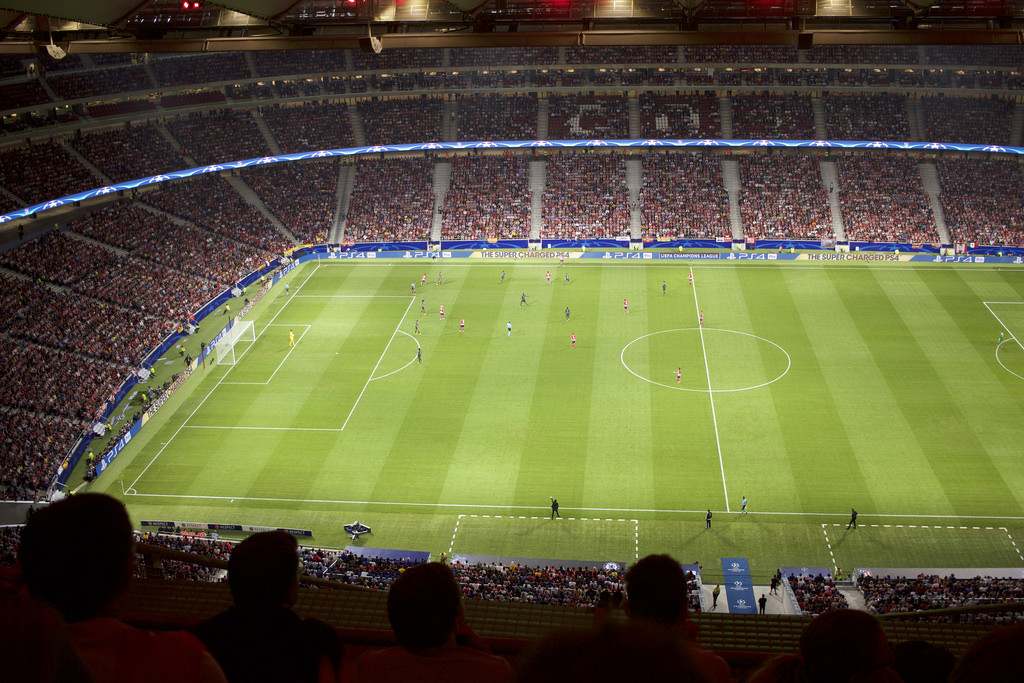
경기 중 시비타스 메트로폴리타노 내부